# BORDER LINE
『BORDER LINE』
は、2003年6月28日に公開された日本映画。
李相日(リ・サンイル/り そうじつ)監督の初の長編作品で、出演は沢木哲、前田綾花、光石研、村上淳、麻生祐未など。
2000年のぴあフィルムフェスティバル(PFF)でグランプリを含む4賞を受賞した李相日が、スカラシップ権を得て監督した。
第8回新藤兼人賞 金賞を受賞した。

## ストーリー
川崎のタクシー運転手黒崎は自転車と接触事故を起こす。自転車に乗っていた高校生松田は病院には行きたくないと言う。ビールを飲んでいた黒崎は内密に処理したかった。送っていくことにして家はどこ？ときくと「北海道」と答える。父が敷いたレール（工業高校を卒業して町工場を継ぐ）に反発し父を殺して逃げているところだった。タクシーは北を目指した。
「ヤクザになりきれない」ヤクザ、45歳の宮路は組の集金係をしていた。妻が死んだ時出て行った娘はるかとは2年も会っていない。弟分の北島が3,200万円を持ち逃げした。娘の手術費用にするらしい。宮路は潔白を証明するために北島を見つけて殺さなければならなかった。宮地は北島を撃ったあと組の金庫から金を盗み、祖母のもとにいる北島の娘に届けた。
ラジオのニュースで黒崎は松田が父を殺して逃げていることを知る。ふたりがファミリーレストランに寄ると車内に放置された赤ん坊を見かけた。店内には子どもを怒鳴りつけているヤンママとそれに眼（ガン）を付けている女子高生がいた。修学旅行中のはるかだった。食事を終えて店を出るとさっきの赤ん坊が泣いている。ウインドウを叩き割ろうとする松田。おどろいて店から出てくるヤンママ。黒崎は松田と自転車をおいて逃げた。
廃屋に隠れた松田は空腹と寒さで首を吊ろうとする。偶然いあわせた宮地が何も聞かず温かい風呂と着替えと食事を与える。お返しに松田はラジオを修理し、自転車の練習につきあう。松田は命の恩人である宮地を父親のように慕った。やがてヤクザがやってきた。宮地は松田に、また会おうな、と言って別れ、北島の娘からもらった赤いカイトをはるかに届けるように頼んだ。フェリーで津軽海峡を渡り、函館の住所まで自転車でたどり着いたがもうそこにはるかはいなかった。
函館の主婦相川は一戸建てのマイホームと同時に幸せを手に入れたつもりだった。しかし夫はリストラされ、小学生の息子はいじめられて登校拒否になった。担任は責任逃れをし、いじめっ子の母からは逆にやり込められる。夫は家に執着する彼女から逃げて家を出る。
相川が働くコンビニの前で若者がたむろして騒ぐ。相川はモップの柄で彼らをボコボコにしている白日夢を見る。相川は覆面のコンビニ強盗の真似をして銀行強盗をする。そしていじめっ子を縛って夜の山へ連れ込み、今度うちの子に何かしたら殺すと脅す。息子はその間に飛び降り自殺を図っていた。
はるかは援助交際が学校に知れ、登校できない。港でカイトをあげている松田に再会し、家に泊める。翌朝函館署から宮路が死んだと連絡があり松田ははるかが宮路の娘だと知る。街で中年男と一緒にいるはるかをみつけた松田は援助交際が成立しないように体を張る。
黒崎は川崎にもどったが松田のことが気になる。松田の荷物の中に1枚のハガキが大切にしまってあった。送り元を訪ねてみると松田の母だった。黒崎は彼女をタクシーに乗せ、函館の松田のもとへ届けた。松田は彼女を自転車のうしろに乗せ、ゆっくりと砂浜を走った。

## キャスト
- 松田周史: 沢木哲 - 父親を殺して逃げる高校生
- 黒崎大吾: 村上淳 - タクシー運転手
- 宮路大輔: 光石研 - ヤクザ
- 上原はるか: 前田綾花 - 宮路大輔の娘
- 相川美佐: 麻生祐未 - 函館市の主婦
- 松田の母: 都はるみ - 特別出演

## 製作
李相日は大学を卒業後、日本映画学校（現・日本映画大学）に入学した。卒業制作作品『青〜chong〜』がぴあフィルムフェスティバル（2000年）でグランプリを含む4賞を受賞した。その後フリーの助監督として活動したあと、実際に起きた事件をモチーフに『BORDER LINE』を監督し長編デビューを果たした。父親を殺して自転車で逃走する高校生、やる気のないタクシー運転手、組織に追われるヤクザ、こどものいじめや夫のリストラに悩む主婦らを通して、家族のあり方を問いかけた。東京を出発点に、東北を経て北海道・函館までロケーションを敢行した。李相日によると「自分の映画としてやりたいこと、考えていること、思いのすべてを注ぎ込んだ。非常に不器用で不格好な映画だなと思ったりしますけど、表現したいことの原点が詰まっていて、技術的に及ばない中で、思いの丈だけがはみ出ている。」

### 受賞歴
2003年、第8回新藤兼人賞 金賞を受賞した。